# Pyxicephalus angusticeps
Pyxicephalus angusticeps is een kikker uit de familie Pyxicephalidae. De wetenschappelijke naam werd gepubliceerd in 1982 door C.R. Parry.
De typesoort komt uit Mozambique. De soort komt voor in delen van Afrika en leeft in de kustgebieden van het noordoosten van Tanzania en het aangrenzende zuidwesten van Kenia. Daarnaast komen geïsoleerde populaties voor in de kustgebieden van het zuiden en midden van Mozambique.